# Maniola barrosi
Maniola barrosi är en fjärilsart som beskrevs av María Rosa Figueroa Romero 1917. Maniola barrosi ingår i släktet Maniola och familjen praktfjärilar. Inga underarter finns listade i Catalogue of Life.